# Thierry Rey
Thierry Rey (* 1. června 1959 Veurne) je francouzský judista, olympijský vítěz a mistr světa v superlehké váze.
Narodil se v Belgii, s judem začínal v Lagny-sur-Marne. Vyhrál superlehkou váhu na mistrovství světa v judu 1979 v Paříži, stal se i historicky prvním vítězem této kategorie po jejím zařazení na program olympiády 1980 v Moskvě, bylo to zároveň první francouzské olympijské zlato v judu. Na mistrovství Evropy v judu 1980 získal bronzovou medaili, po přechodu do pololehké váhy byl druhý v letech 1981 a 1982 a stal se evropským šampiónem v roce 1983 na domácí půdě v Paříži. Také vyhrál mistrovství Evropy týmů v judu v letech 1980 a 1982, Středomořské hry 1983 a šestkrát byl judistickým mistrem Francie.
V roce 1984 ukončil aktivní kariéru, působil jako sportovní funkcionář a televizní komentátor. Objevil se také jako herec ve filmech Snít můžeme vždycky a Loulou Grafitti, v seriálu Julie Lescautová a účinkoval v televizním soutěžním pořadu L'Étoffe des champions. V roce 2012 ho prezident François Hollande jmenoval svým poradcem pro oblast sportu. Byl mu udělen v roce 1984 Národní řád za zásluhy a v roce 2015 se stal rytířem Řádu čestné legie. Ze vztahu s Claude Chiracovou, dcerou bývalého prezidenta Jacquese Chiraca, má syna Martina (* 1996).